# Crisponi-Syndrom
Das Crisponi-Syndrom (CS) ist eine sehr seltene angeborene Erkrankung mit Muskelkrämpfen bei Geburt, wiederholt auftretender Hyperthermie, Gesichtsdysmorphie und Kamptodaktylie.
Das Syndrom wird von der medizinischen Datenbank Orphanet dem Kälteinduzierten Schwitzen-Hyperthermie-Spektrum (CISS; Cold-Induced Sweating Syndrome) zugerechnet.
Wahrscheinlich handelt es sich nicht um ein eigenständiges Krankheitsbild, sondern um die kindliche Form des CISS.
Synonyme sind: englisch Sohar-Crisponi Syndrome; Muscle Contractions, Tetanoform, With Characteristic Face, Camptodactyly, Hyperthermia, And Sudden Death
Die Namensbezeichnung bezieht sich auf den Autor der Erstbeschreibung aus dem Jahre 1996 durch den italienischen Arzt Giangiorgio Crisponi.
Von E. Sohar und Mitarbeitern stammt die Erstbeschreibung des Kälteinduzierten Schwitzens, das bislang als Allel Erkrankung zum Crisponi-Syndrom angesehen wurde.

## Verbreitung
Die Häufigkeit wird mit unter 1 zu 1.000.000 angegeben, bislang wurde über etwa 30 Betroffene in Italien berichtet. Die Vererbung erfolgt autosomal-rezessiv.

## Ursache
Der Erkrankung liegen Mutationen im CRLF1-Gen auf Chromosom 19 Genort p13.11 zugrunde, welches für einen Cytokine receptor-like factor-1 kodiert.

## Klinische Erscheinungen
Klinische Kriterien sind:
- Manifestation in der Neugeborenzeit
- Neugeborenen-Tetanus artige Muskelkrämpfe im Gesicht
- in der Folge gestörte Atmung und Ernährung
- Gesichtsdysmorphie mit vollen Wangen, breiter Nase, nach vorne zeigenden Nasenlöchern, langem Philtrum
- Kamptodaktylie beidseits, oft erhöhter Muskeltonus
- Hyperthermie, Fieberkrisen können zum Tode führen
- Entwicklung fortschreitender Kyphoskoliose

Das Risiko eines Plötzlichen Kindstods ist erhöht.
Die Fieberepisoden sind auf das erste Lebensjahr beschränkt. Bei Jugendlichen gibt es Übergänge zum Kälteinduzierten Schwitzen.

## Diagnose
Die Diagnose ergibt sich aus der Kombination klinischer Befunde und kann durch humangenetische Untersuchung gesichert werden.
Abzugrenzen sind das Stüve-Wiedemann-Syndrom sowie andere Formen des Kälteinduzierten Schwitzen-Hyperthermie-Spektrums.